# Luigi Antonio Zompa
Luigi Antonio Zompa, detto il Sidicino (Teano, 1496 – Napoli, 28 febbraio 1557), è stato un grammatico, latinista e professore di eloquenza italiano.

## Biografia
Studiò a Teano alla scuola di Giovanni Vesce e vi insegnò poi grammatica. Intorno al 1520 successe a Napoli nella scuola privata tenuta da Taddeo Picone, insegnando umanità con grande concorso di scolari.
Fu autore di una grammatica latina, molto diffusa all'epoca, chiamata il Sidicino, di un vocabolario, della Elegantiarum compendium, delle Totius fere grammaticae Epitomae e di vari commenti su autori latini. Criticato da Giordano Bruno per la sua pedanteria, fece parte dell'«Accademia degli Ardenti» e godette di una pensione elargitagli da Carlo V.
È sepolto nella chiesa napoletana dei Santi Giuseppe e Cristoforo.